# 브래들리 스트라이커
브래들리 스트라이커(Bradley Stryker, 1977년 6월 29일 ~ )는 미국의 배우이다.
유진에서 태어났다.

## 영화
- 콜드 체이싱 (2019년) - 림보 역
- 맥스 2: 화이트 하우스 히어로 (2017년)
- 드론 컨트롤러 (2017년) - 테드 역
- 랜드 오브 스마일 (2016년)
- 타이 세너티 (2015년)
- Pilgrim (2013) - 단편
- 액트, 내처럴리 (2013년)
- SGU 스타게이트 유니버스 (2009년)
- 타임 트랙 (2007년) - 밴 엘든 역
- 윈드폴 (2006년)
- 오버 데어 (2005년)
- 어레스티드 디벨롭먼트 (2003년)
- 오씨 (2003년)
- 월 스트리트의 늑대들 (2002년)